# علی‌اکبر اصفهانی
علی اکبر اصفهانی (ملقب به استاد علی اکبر اصفهانی) (زاده ۱۵۷۷ میلادی) از هنرمندان نامی سده یازدهم هجری است. وی از معماران دوره صفوی در ایران است.
او طراحی و نقشه‌های اندرونی و برونی بناها و مساجد را انجام می‌داد و در ساخت آنها نیز کمک می‌کرد. از آثار مشهور وی، مسجد شاه اصفهان است که ساخت آن در بیست و چهارمین سال پادشاهی شاه عباس بزرگ آغاز شد.
وی پس از به‌سامان رساندن دیوارها و ستون‌های مسجدجامع عباسی تا زیرسقف آن، که تعجیل شاه‌عباس را برای اتمام هرچه سریع‌تر مسجد می‌بیند، کار و فعالیت نمی کند و به مدت هفت‌سال از چشم ها دور می‌شود. پس از این وقفه طولانی که خشم شاه عباس را هم به دنبال داشته و درصدد گرفتن جان علی اکبر معمارباشی اصفهانی هم برمی‌آید، وی بر سر کار حاضر می‌شود و در دفاع از خود و غیبت هفت‌ساله‌اش چنین بیان می کند که :در هنگام ساخت مسجد به این امر پی بردم که بنای مسجد به زمان زیادی جهت نشست خود نیاز دارد که این مسئله از صبر و حوصله شاه خارج بود؛ بنابراین چاره‌ای جز غیبت و ایجاد وقفه در کار ندیدم. سپس با نشان‌دادن زنجیری که به‌عنوان شاخص قرار داده بود و میزان نشست بنا را نشان می‌داد، جان خود را خرید و به ادامه ساخت و اتمام بنا مشغول شده و فعالیت خود را به پایان رسانید.